# Max Rudolf (remer)
Max Rudolf (12 de febrer de 1891 - ?) va ser un remer suís que va competir a començaments del segle xx. Era germà del també remer Paul Rudolf.
El 1920 va prendre part en els Jocs Olímpics d'Anvers, on guanyà la medalla d'or en la competició del quatre amb timoner del programa de rem, formant equip amb Willy Brüderlin, Paul Rudolf, Hans Walter i Paul Staub. En aquests mateixos Jocs disputà la prova del vuit amb timoner, on fou eliminat en sèries.